# Дьюк, Норм
Норман Элберт Дьюк, более известный как Норм Дьюк (р. 25.03.1964), — американский профессиональный боулер (игрок в боулинг), выступающий в турнирах PBA с 1982 года. Начал заниматься боулингом с 8 лет, когда его родители приобрели боулинг-центр в их родном городке Маунт Плезант, штат Техас, и назвали его Duke Lanes. В настоящее время Дьюк проживает в Клермонте, штат Флорида, вместе с женой Кэрен и сыном Брэнденом. Норм увлекается также гольфом, бильярдом и рыбалкой. Любимая еда — суши, любимая музыкальная группа — Styx.
Миниатюрный Дьюк, чей рост — 5 футов 6 дюймов, или 167,5 см (один из самых низких среди игроков PBA), известен чрезвычайной разносторонностью своей игры. Являясь, в принципе, строукером, то есть игроком, полагающимся на относительно прямой бросок или бросок с небольшим хуком, он также способен демонстрировать большой хук в случае необходимости. Это позволяет Дьюку показывать хорошие результаты на любых программах масла.

## Спортивная карьера
Менее чем через год участия в качестве профессионального спортсмена в PBA Норм в 1983 году выиграл турнир в Кливленде, штат Огайо, став самым молодым победителем турниров PBA в истории (в возрасте 18 лет и 345 дней). В финале Дьюк стартовал с 5-й, самой низкой, позиции степлэддера и одержал победы в 4-х матчах, в том числе в заключительном матче против легендарного Эрла Энтони, признанного в 2009 году лучшим боулером в истории PBA.
Дьюк был признан игроком года в PBA в 1994 и 2000 году, стал членом зала славы USBC в 2002 году и зала славы PBA в 2009 году.
На счету Норма 64 официальных перфект-гейма (игр с результатом 300), в том числе 15-й перфект-гейм в истории PBA, показанный по телевидению 05.01.2003, в полуфинальном матче турнира Earl Anthony Classic против Уолтера Рэя Уильямса Мл.
Всего Дьюк выиграл 37 турниров PBA, в том числе 7 мейджоров: один ABC Masters (1993, с 2005 года турнир называется USBC Masters), один Tournament of Champions (1994), два турнира U.S. Open (2008 и 2011) и три турнира PBA World Championship (2000, 2008, 2009). Его 37-й титул, завоёванный 01.04.2012, позволил ему единолично занять третью строчку в рейтинге чемпионов PBA. В сезоне 2011/12 сумма призовых, заработанных Дьюком в турнирах PBA, превысила 3 млн долларов США, что также позволило ему единолично занять третью строчку соответствующего рейтинга.
2 июня 2013 года Дьюк выиграл специальное событие GEICO PBA King of the Swing после серии турниров GEICO PBA Summer Swing, стартовав с 5-й, самой низкой, позиции степлэддера. Таким образом, Дьюк одержал победы над всеми победителями данной серии турниров, в том числе над Крисом Барнсом, победителем GEICO PBA Milwaukee Open, в финале этого события со счётом 222-213, который можно считать реваншем за поражение в финале GEICO PBA Milwaukee Open.

## Достижения и призы
Кроме указанных выше; источник — PBA Tour Scoring Records.
- Приз George Young High Average (1991, 1994, 2005/06, 2006/07) за максимальный средний[24] в сезоне;
- Приз Harry Smith PBA Points Leader (2005/06) за максимальное количество очков, набранных в сезоне;
- Один из двух боулеров (второй — Майк Олби), завоевавших «Большой шлем», то есть выигравших все мейджор-турниры — USBC Masters (1993), Tournament of Champions (1994), U.S. Open (2008, 2011), PBA World Championship (2000, 2008, 2009);
- Единственный боулер в истории PBA, выигравший три мейджор-турнира подряд (2008/09);
- Седьмой в юбилейном списке PBA «50 величайших игроков за последние 50 лет»;
- Ряд количественных рекордов PBA:
  - максимальное количество кеглей в блоке из 6 игр — 1635 (средний 272,5; 1994 год);
  - максимальное количество кеглей в блоке из 18 игр — 4696 (средний 260,89; 1994 год);
  - единственная в истории PBA серия из 3 перфект-геймов подряд (сумма 900; 1996 год);
  - максимальный средний за сезон — 228,47 (2006/07);[25]
  - две ничьи 300—300 в матчах (с Первисом Грейнджером, 1987; с Дагом Уоллесом, 1995).

## Статистика выступлений в турнирах PBA
| Сезон      | Турниры | Попадания в денежные призы | Матчи | Телевизионные финалы | Выигранные турниры | Средний | Призовые    |
| ---------- | ------- | -------------------------- | ----- | -------------------- | ------------------ | ------- | ----------- |
| PBA50 2015 | 6       | 6                          | 4     | 0                    | 0                  | 224.58  | $14,725.00  |
| 2015       | 15      | 7                          | 5     | 4                    | 1                  | 220.68  | $62,375.00  |
| PBA50 2014 | 7       | 7                          | 7     | 4                    | 2                  | 233.63  | $33,940.00  |
| 2014       | 13      | 5                          | 3     | 0                    | 0                  | 217.98  | $62,178.00  |
| 2012/13    | 24      | 18                         | 8     | 4                    | 0                  | 221.43  | $54,177.00  |
| 2011/12    | 13      | 11                         | 6     | 5                    | 3                  | 225.56  | $68,500.00  |
| 2010/11    | 7       | 3                          | 2     | 1                    | 0                  | 223.32  | $12,400.00  |
| 2009/10    | 16      | 13                         | 7     | 2                    | 1                  | 218.83  | $65,075.00  |
| 2008/09    | 18      | 17                         | 11    | 4                    | 3                  | 219.44  | $199,130.00 |
| 2007/08    | 15      | 15                         | 10    | 2                    | 2                  | 218.95  | $176,855.00 |
| 2006/07    | 18      | 18                         | 11    | 4                    | 3                  | 228.47  | $127,000.00 |
| 2005/06    | 22      | 22                         | 18    | 7                    | 1                  | 224.29  | $211,800.00 |
| 2004/05    | 20      | 20                         | 14    | 5                    | 1                  | 221.51  | $142,770.00 |
| 2003/04    | 13      | 8                          | 7     | 3                    | 1                  | 220.37  | $84,900.00  |
| 2002/03    | 21      | 19                         | 15    | 5                    | 1                  | 221.91  | $139,000.00 |
| 2001/02    | 30      | 26                         | 20    | 3                    | 0                  | 216.34  | $77,575.00  |